# Taizhou (Jiangsu)
Pour les articles homonymes, voir Taizhou.
Taizhou (泰州 ; pinyin : Tàizhōu) est une ville du centre de la province du Jiangsu en Chine.

## Subdivisions administratives
La ville-préfecture de Taizhou exerce sa juridiction sur six subdivisions - deux districts et quatre villes-districts :
- le district de Hailing - 海陵区 Hǎilíng Qū ;
- le district de Gaogang - 高港区 Gāogǎng Qū ;
- la ville de Jingjiang - 靖江市 Jìngjiāng Shì ;
- la ville de Taixing - 泰兴市 Tàixīng Shì ;
- la ville de Jiangyan - 姜堰市 Jiāngyàn Shì ;
- la ville de Xinghua - 兴化市 Xīnghuà Shì.

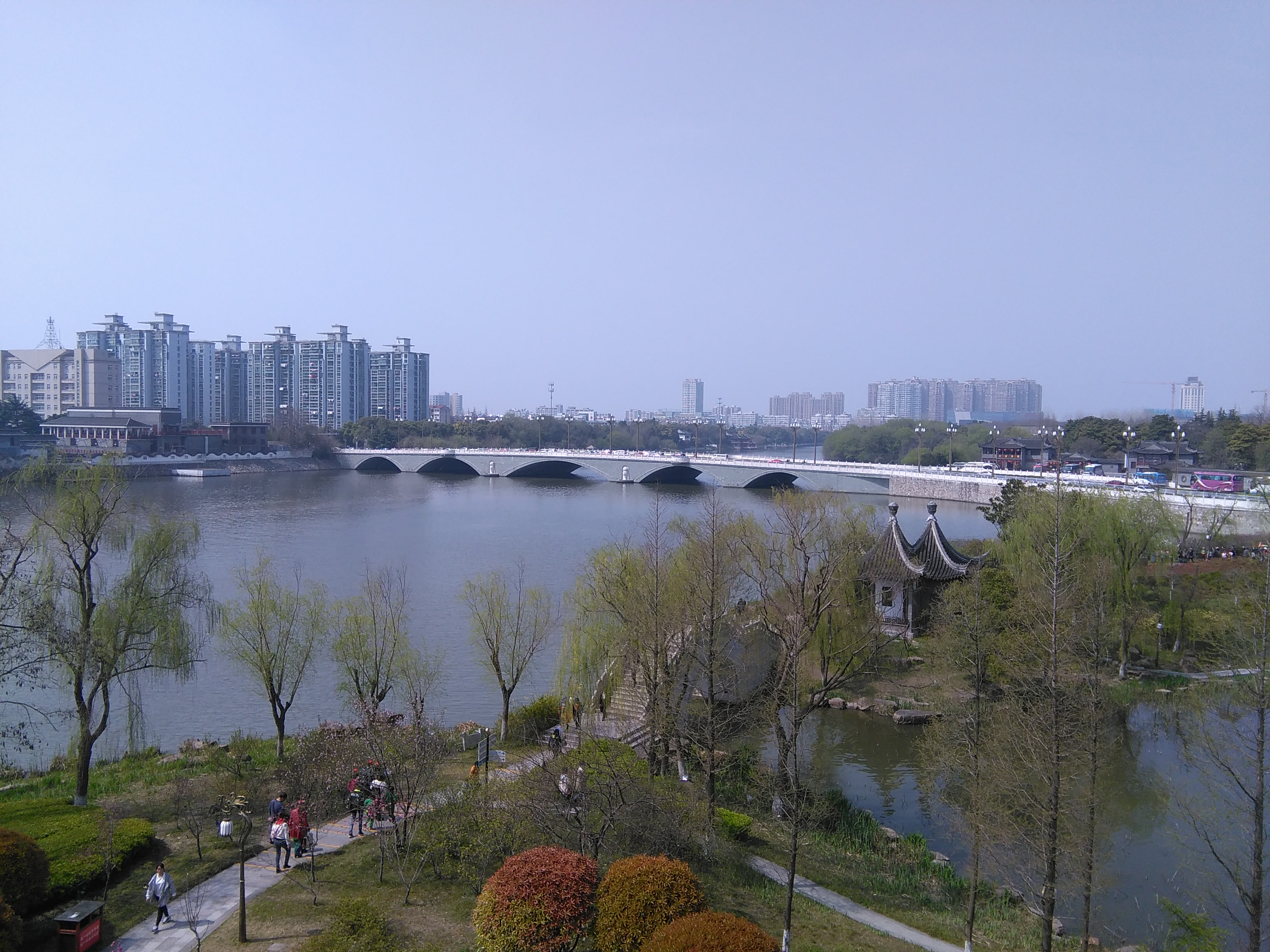
Vue sur le pavillon Qingfeng de la zone panoramique de Taizhou Taoyuan

## Jumelages
- Newport News (États-Unis)
- Ville de Latrobe (Australie)
- District de Eumseong (Corée du Sud)
- Kotka (Finlande)
- Huy (Belgique)